# Марија Карађорђевић (1993)
Марија Карађорђевић (Београд, 4. август 1993) je ћерка принца Николе и принцезе Љиљане, унука принца Томислава Карађорђевића.

## Биографија
Марија Карађорђевић је рођена 4. августа 1993. у Београду, као прво дете породице Карађорђевић, рођено после 60 година у Србији.
Име је добила по својој прабаки Марији Карађорђевић, првој југословенској краљици.
Прве месеце свог живота је провела са својим дедом, принцом Томиславом, на Опленцу.
Принцеза Марија тренутно живи са својом породицом у Немачкој.
Поред матерњег српског језика, говори немачки и енглески језик.

## Титуле и признања
- 4. август 1993: Њено Краљевско Височанство кнегиња Марија Карађорђевић од Србије и Југославије
  - титулу кнегиње носи према породичном правилнику краљевског дома из 1930. године.

## Породица

### Родитељи
| име             | слика | датум рођења       |
| --------------- | ----- | ------------------ |
| Принц Никола    |       | 15. март 1958.     |
| Принцеза Љиљана |       | 27. децембар 1959. |